# Амейвы
Аме́йвы (лат. Améiva) — род ящериц из семейства тейид. Яйцекладущие ящерицы.

## Ареал
Род распространён в Южной и Центральной Америке. Также встречается на островах Карибского бассейна.

## Описание
Общая длина представителей этого рода колеблется от 3,5 до 50 см. Цвет кожи спины коричневатый, сероватый, оливковый, зелёный, бурый. Часто передняя часть амейвы (голова и передняя часть туловища) имеет более тёмный цвет чем задняя часть животного. Иногда встречается и обратный вариант окраса. Самцы отличаются от самок несколько большим размером, а также окраской. Брюхо амейв как правило окрашено более ярко чем спинка. Также спинка иногда покрыта мелкими крапинками. Амейвы способны менять свой цвет в зависимости от фона. Голова вытянута и заострена. Туловище мощное, конечности короткие. Имеют длинный хвост, который истончается ближе к концу. У многих видов есть заметно большое ушное отверстие.

## Виды
Список видов по материалам The Reptile Database
- Ameiva ameiva (Linnaeus, 1758) — Гигантская амейва
- Ameiva anomala Echternacht, 1977
- Ameiva atrigularis (Garman, 1887)
- Ameiva auberi Cocteau, 1838
- Ameiva bifrontata Cope, 1862
- Ameiva bridgesii (Cope, 1869)
- Ameiva chaitzami Stuart, 1942
- Ameiva chrysolaema Cope, 1968
- Ameiva cineracea † (Barbour & Noble, 1915) — Гваделупская амейва, или пепельно-серая амейва
- Ameiva corax Censky & Paulson, 1992
- Ameiva corvina Cope, 1861
- Ameiva dorsalis Gray, 1838
- Ameiva edracantha Bocourt, 1874
- Ameiva erythrocephala Daudin, 1802
- Ameiva exsul Cope, 1862
- Ameiva festiva (Lichtenstein, 1856)
- Ameiva fuscata Garman, 1887
- Ameiva griswoldi Barbour, 1916
- Ameiva leberi Schwartz & Klinikowski, 1966
- Ameiva leptophrys (Cope, 1893)
- Ameiva lineolata A.M.C. Duméril & Bibron, 1839
- Ameiva major † Duméril & Bibron, 1839
- Ameiva maynardi Garman, 1888
- Ameiva niceforoi Dunn, 1943
- Ameiva orcesi J. Peters, 1964
- Ameiva plei Duméril & Bibron, 1839
- Ameiva pluvianotata Garman, 1887
- Ameiva polops Cope, 1962
- Ameiva praesignis (Baird & Girard, 1852)
- Ameiva provitaae García-Pérez, 1995
- Ameiva quadrilineata (Hallowell, 1861)
- Ameiva septemlineata A.H.A. Duméril, 1851
- Ameiva taeniura Cope, 1862
- Ameiva undulata (Wiegmann, 1834)
- Ameiva vittata (Boulenger, 1902)
- Ameiva wetmorei Stejneger, 1913